# 第38屆安妮獎
第38屆安妮獎，安妮獎為動畫領域的最高榮譽之一，本屆入圍2010年動畫領域電影與作品，頒獎典禮預定將於2011年2月6日舉辦。

## 整體獎項

### 最佳動畫電影
| 《馴龍高手》    | 夢工廠動畫工作室                     |
| 《神偷奶爸》    | Illumination Entertainment、環球影業 |
| 《魔髮奇緣》    | 迪士尼                               |
| 《魔術師》      | Django Films                         |
| 《玩具總動員3》 | 迪士尼／皮克斯動畫工作室             |

### 最佳動畫短片
| 《晝與夜》（Day & Night）                                    | 皮克斯動畫工作室  |
| 《大土狼的落敗》（Coyote Falls）                             | 華納兄弟          |
| 《恩里克沉沒世界》（Enrique Wrecks the World）               | House of Chai     |
| 《想成為漢堡的母牛》（The Cow Who Wanted To Be A Hamburger） | Plymptoons Studio |
| 《租客》（The Renter）                                       | Jason Carpenter   |

## 個別獎項

### 最佳動畫視覺效果
| Brett Miller     | 《馴龍高手》（How to Train Your Dragon）                          |
| Andrew Young Kim | 《史瑞克快樂4神仙》（Shrek Forever After）                        |
| Jason Mayer      | 《馴龍高手》（How to Train Your Dragon）                          |
| Sebastian Quessy | 《貓頭鷹守護神》（Legend Of The Guardians: The Owls Of Ga'Hoole） |
| Kryzstof Rost    | 《麥克邁：超能壞蛋》（Megamind）                                  |

### 最佳動畫電影角色動畫
| Gabe Hordos        | 《馴龍高手》（How to Train Your Dragon） |
| Mark Donald        | 《麥克邁：超能壞蛋》（Megamind）         |
| Anthony Hodgson    | 《麥克邁：超能壞蛋》（Megamind）         |
| Jakob Hjort Jensen | 《馴龍高手》（How to Train Your Dragon） |
| David Torres       | 《馴龍高手》（How to Train Your Dragon） |

### 最佳真人動畫電影－
| Ryan Page     | 《魔境夢遊》（Alice in Wonderland）     |
| Quentin Miles | 《超世紀封神榜》（Clash of the Titans） |

### 最佳動畫電影角色設計
| Nico Marlet     | 《馴龍高手》（How to Train Your Dragon） |
| Sylvain Chomet  | 《魔術師》（The Illusionist）            |
| Carter Goodrich | 《神偷奶爸》（Despicable Me）            |
| Timothy Lamb    | 《麥克邁：超能壞蛋》（Megamind）         |

### 最佳動畫電影導演
| Chris Sanders、Dean DeBlois | 《馴龍高手》（How to Train Your Dragon） |
| Sylvain Chomet              | 《魔術師》（The Illusionist）            |
| 皮爾·柯芬                   | 《神偷奶爸》（Despicable Me）            |
| 細田守                      | 《夏日大作戰》（Summer Wars）            |
| 李·安克里奇                 | 《玩具總動員3》（Toy Story 3）           |

### 最佳動畫電影音樂
| 約翰·包威爾                       | 《馴龍高手》（How to Train Your Dragon）                          |
| Sylvain Chomet                    | 《魔術師》（The Illusionist）                                     |
| 大衛·赫許費爾德                   | 《貓頭鷹守護神》（Legend Of The Guardians: The Owls Of Ga'Hoole） |
| 哈利·葛瑞森-威廉斯                | 《史瑞克快樂4神仙》（Shrek Forever After）                        |
| Pharrell Williams、Heitor Pereira | 《神偷奶爸》（Despicable Me）                                     |

### 最佳動畫電影製作設計
| Pierre Olivier Vincent | 《馴龍高手》（How to Train Your Dragon）                          |
| Yarrow Cheney          | 《神偷奶爸》（Despicable Me）                                     |
| Eric Guillon           | 《神偷奶爸》（Despicable Me）                                     |
| Dan Hee Ryu            | 《貓頭鷹守護神》（Legend Of The Guardians: The Owls Of Ga'Hoole） |
| Peter Zaslav           | 《史瑞克快樂4神仙》（Shrek Forever After）                        |

### 最佳電影分鏡
| Tom Owens           | 《馴龍高手》（How to Train Your Dragon）   |
| Alessandro Carloni  | 《馴龍高手》（How to Train Your Dragon）   |
| Paul Fisher         | 《史瑞克快樂4神仙》（Shrek Forever After） |
| Catherine Yuh Rader | 《麥克邁：超能壞蛋》（Megamind）           |

### 最佳動畫電影配音
| 傑·巴魯契－小嗝嗝（Hiccup）       | 《馴龍高手》（How to Train Your Dragon）                          |
| 傑瑞德·巴特勒－史圖依克（Stoick） | 《馴龍高手》（How to Train Your Dragon）                          |
| 史提夫·卡爾－格魯（Gru）          | 《神偷奶爸》（Despicable Me）                                     |
| 卡麥蓉·狄亞－費歐娜（Fiona）      | 《史瑞克快樂4神仙》（Shrek Forever After）                        |
| 傑佛瑞·羅許－席爾里布（Ezylryb）  | 《貓頭鷹守護神》（Legend Of The Guardians: The Owls Of Ga'Hoole） |

### 最佳動畫電影編劇
| William Davies, Dean DeBlois, Chris Sanders | 《馴龍高手》（How to Train Your Dragon） |
| Michael Arndt                               | 《玩具總動員3》（Toy Story 3）           |
| Sylvain Chomet                              | 《魔術師》（The Illusionist）            |
| Dan Fogelman                                | 《魔髮奇緣》（Tangled）                  |
| Alan J. Schoolcraft, Brent Simons           | 《麥克邁：超能壞蛋》（Megamind）         |

## 外部連結
- 安妮獎入圍名單